# Digger Kettle
Albert Henry "Digger" Kettle (3 tháng 6 năm 1922 - 1 tháng 3 năm 1999) là một cầu thủ bóng đá người Anh từng thi đấu cho Colchester United.

## Sự nghiệp
Sinh ra ở Colchester, Kettle phục vụ ở Không quân Hoàng gia Anh ở Rhodesia và Ý trong Thế chiến thứ II. Sau khi thi đấu cho Stanway Rovers, Chapel và Wakes Colne và Arclight Sports với tư cách cầu thủ trẻ, ông kí hợp đồng với Colchester United năm 1946. Khi là cầu thủ bán thời gian, ông thi đấu ở vị trí hậu vệ biên cho Colchester ở Southern League và Football League trong khi tiếp tục làm việc ở Woods, một nhà máy sản xuất quạt ở Colchester.
Sau 23 lần ra sân ở Football League, Kettle kí hợp đồng với Sudbury Town năm 1955. Sau hai mùa giải với Sudbury ông kí hợp đồng với Woods Athletic, nơi kết thúc sự nghiệp.
Ông mất năm 1999.

## Danh hiệu

### Câu lạc bộ
Colchester United
- Á quân Southern Football League: 1949-50
- Vô địch Southern Football League Cup: 1949-50
- Á quân Southern Football League Cup: 1947-48, 1948-49